# Михайло Іванович Заславський
Михайло Заславський-Мстиславський (*д/н — 1529/1530) — військовий та політичний діяч Великого князівства Литовського. Відомий також як Михайло Мстиславський, засновник останнього роду Мстиславських. Не слід плутати з русинським (українським) князем Михайлом Заславським гілки Рюриковичів з Волині.

## Життєпис
Походив з литовського князівського роду Заславських (нащадків Гедиміна). Старший син князя Івана Заславського. Замолоду перебував у почті великих князів з династії Ягайлонів — Казимира IV і Олександра.
У 1495 року розпочав перемовини щодо власного шлюбу з Юліаною, княгинею Мстиславською. Втім, лише в 1498 році отримав згоду на це від великого князя Олександра. Шлюб відбувся приблизно на початку 1499 року. Завдяки цьому шлюбу отримав Мстиславське князівство з містами Мстиславль, Рославль, Радомль, Тетерін, Княжиці, Попова Гора та інші волості.
З початком війни з великим князівством Московським Михайло Заславський очолив оборону прикордонних міст разом з Остафієм Дашкевичем. 1501 року зазнав поразки у битві під Мстиславлем. Проте добре підготовлена оборона міст мстиславського князівства завадило просуванню московських військ у глиб великого князівства Литовського.
У 1507—1508 роках Михайло Заславський звитяжив у новій війні з великим князівством Московським, особисто керуючи обороною Мстиславля, який московські війська не зуміли взяти. Зрештою 1508 року було укладено мир.
З початком у 1512 році чергової війни Московської держави проти Литви Михайло Заславський керував обороною кордонів. Втім у серпні 1514 року з огляду на складну ситуацію вимушений був здатися московським військам та дати присягу вірності великому князю Московському Василю III. Натомість отримав пожалування на Мстиславське князівство. Але після перемогу військ на чолі із Костянтином Острозьким під Оршею, у серпні того ж року Михайло Заславський перейшов на бік великого князя Литовського Сигізмунда Кейстутовича. Втім, за умовами мирної угоди між Московою і Литвою 1522 року Заславський втратив міста Дроків, Мглин, Попова Гора, Рославль, що відійшли до великого князівства Московського.
1525 році вступив у суперечку з власним сином Федором щодо маєтності та грошового утримання, яке розглядав його брат Богдан, намісник Мінський. У 1526 році його син Федір перейшов на бік великого князівства Московського, заснувавши Московську гілки=у мстиславських. Того ж року помер інший син Василь. За цих обставин Михайло Заславський відмовився від прав на Мстиславське князівство на користь великого князя Литовського Сигізмунда, домовившись отримувати доходи з князівства на свою користь.
Помер у 1529 або 1530 році.

## Родина
1. Дружина — Юліана, донька князя Івана Юрійовича Мстиславського, намісника мінського і Вітебського.
Діти:
- Марина (д/н—1563), дружина: 1) Юрія Остика; 2) Миколи Кишки, воєводи підляського
- Томіла (в католицтві Варвара) (д/н—1555), дружина: 1) Матвія Микитинича 2) князя Андрія Соломирецького; 3) Яна Заберезенського
- Анастасія (д/н—1580), дружина 1) Григорія Остика; 2) Стефана Збаразького, воєводи вітебського і троцького
- Горпина (Богдана) (д/н—1565), дружина 1) Андрія Сангушко, старости луцького; 2) Андрія Цеханевецького

2. Дружина — Василиса-Уляна, донька Івана Гольшанського-Дубровицького.
Діти:
- Федір (д/н—1537), московський боярин, воєвода Муромський
- Василь (д/н—1526)